# Przejście graniczne Dzierżkowice-Držkovice
Przejście graniczne Dzierżkowice-Držkovice – polsko-czechosłowackie przejście graniczne małego ruchu granicznego położone w województwie opolskim, w powiecie głubczyckim, w gminie Branice, w miejscowości Dzierżkowice, zlikwidowane w 1985.

## Opis
Przejście graniczne małego ruch granicznego Dzierżkowice-Držkovice – II kategorii zostało utworzone 13 kwietnia 1960. Czynne było w okresie 15 marca–30 września w godz. 6.00–20.00. Dopuszczony był ruch osób i środków transportu na podstawie przepustek w związku z użytkowaniem gruntów. Odprawę graniczną i celną wykonywały organy Wojsk Ochrony Pogranicza. Osoby przekraczające granicę w tym przejściu mogły przenosić lub przewozić tylko te przedmioty, które zgodnie z Konwencją lub przepisami wydanymi na jej podstawie nie wymagały zezwolenia na wywóz lub przywóz oraz zwolnione były od cła i innych opłat. Kontrolę graniczną i celną osób towarów oraz środków transportu wykonywała Strażnica WOP Pilszcz.
Formalnie zlikwidowane 24 maja 1985.

## Galeria

Przejście graniczne Dzierżkowice-Držkovice
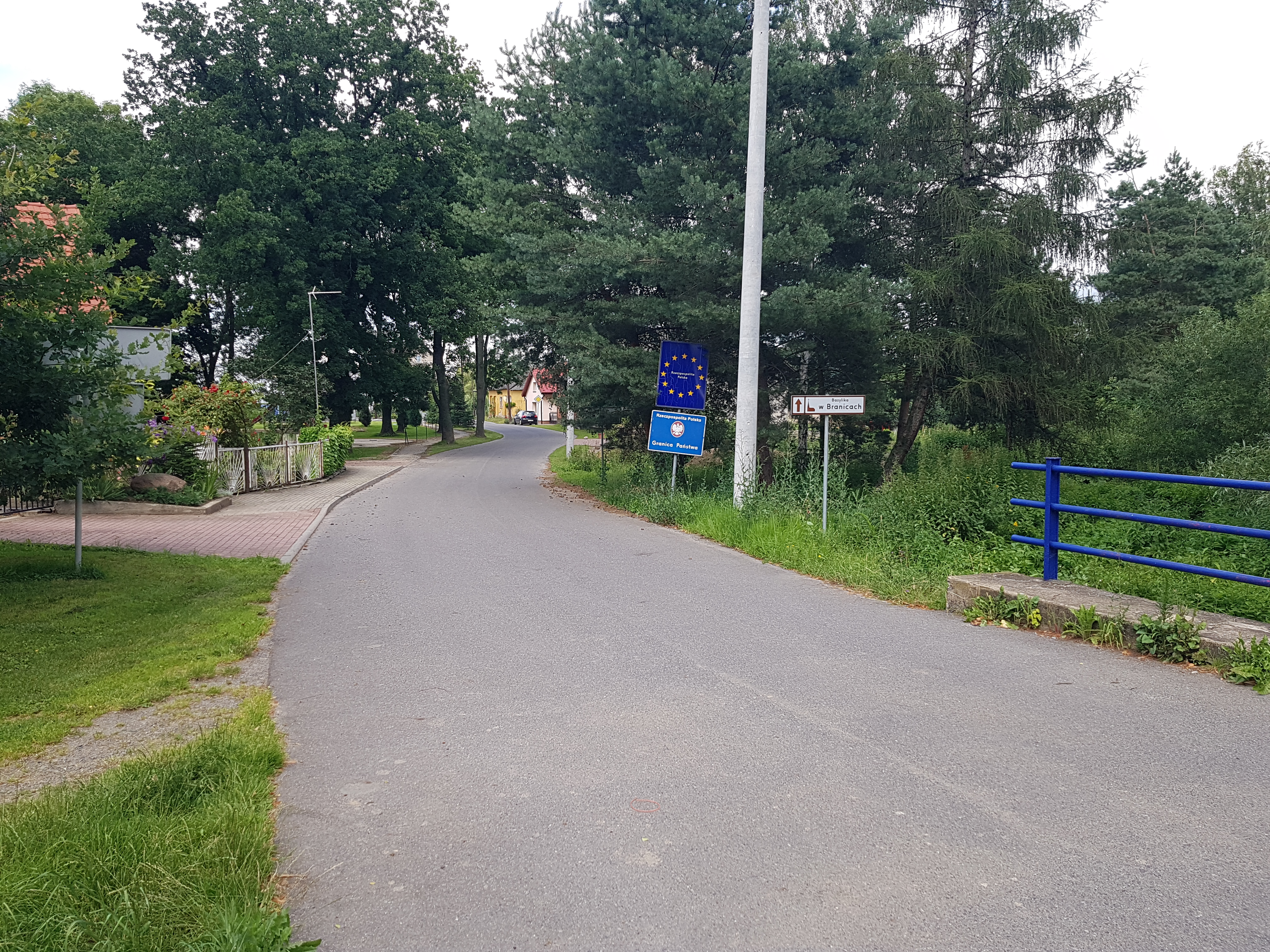
Widok od strony czeskiej (lipiec 2020)
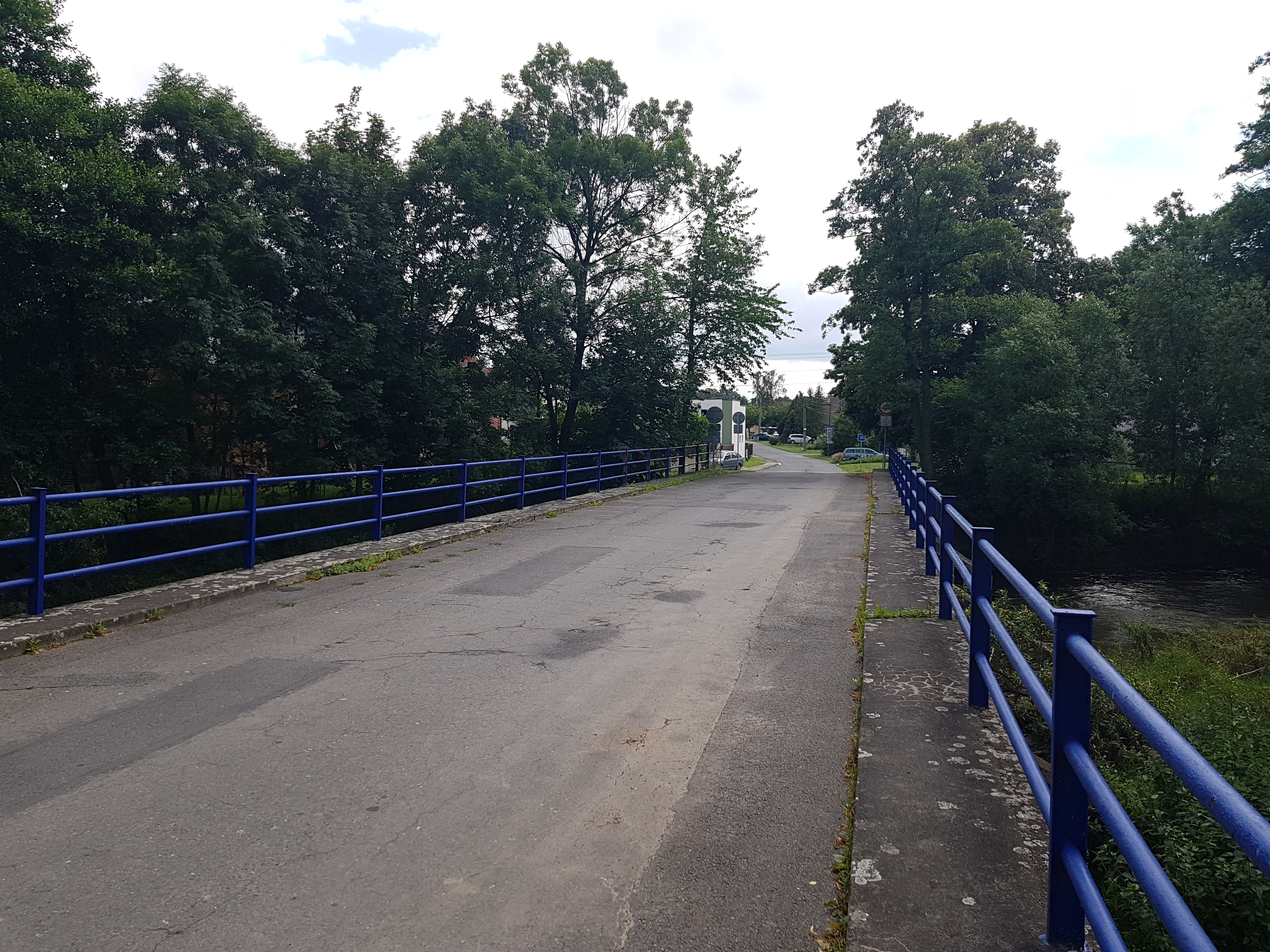
Wodok od strony polskiej (lipiec 2020)
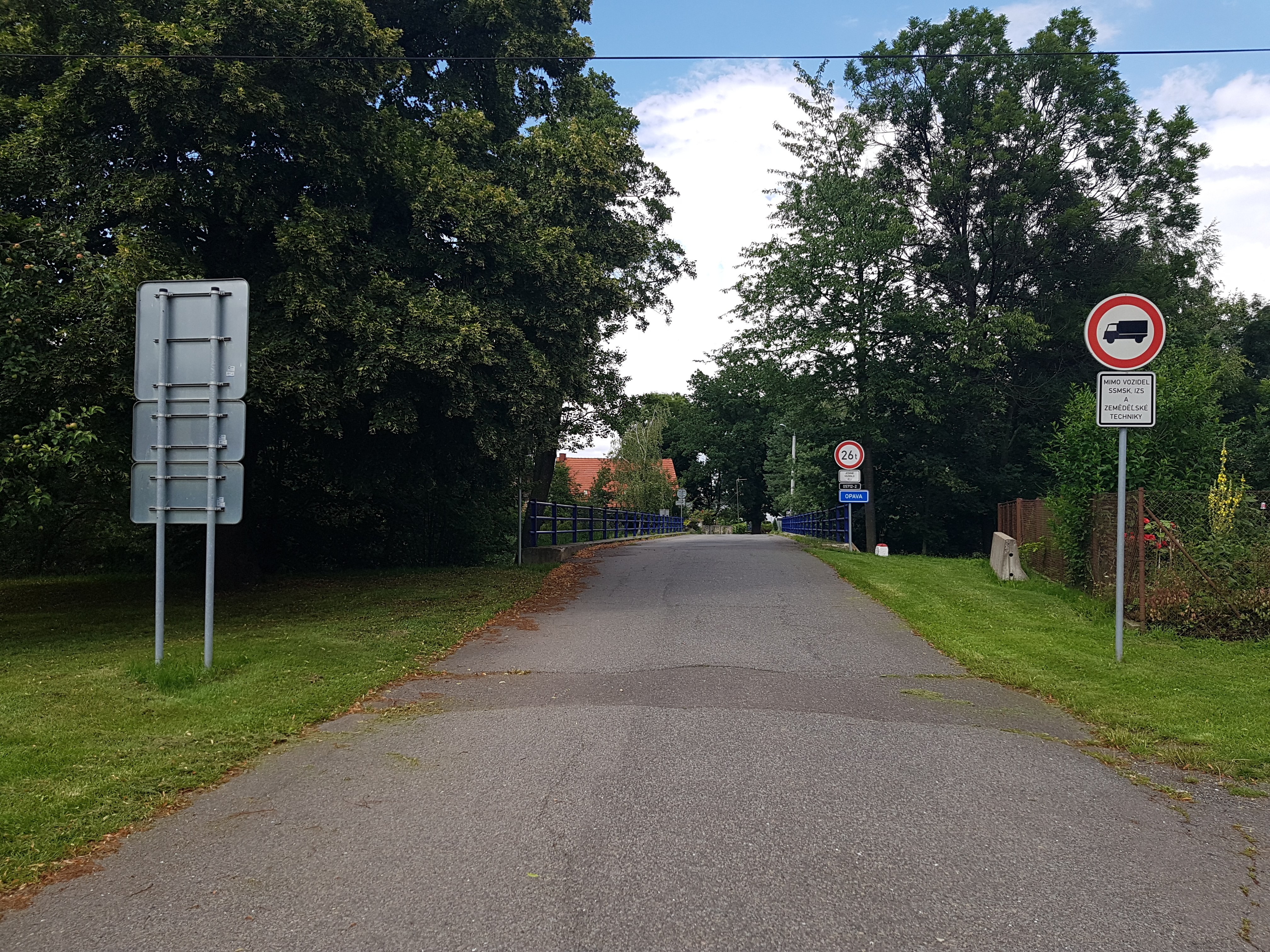
Widok od strony czeskiej (lipiec 2020)